# Tom Clancy's HAWX 2
Tom Clancy's HAWX 2 (stylisé Tom Clancy's H.A.W.X 2) est un simulateur de vol de combat développé par Ubisoft Bucarest, et édité par Ubisoft. Il est commercialisé le 3 septembre 2010 sur PlayStation 3 et Xbox 360, le 9 novembre 2010 sur Wii, ainsi que le 16 novembre 2010 sur PC.

## Système de jeu
La version PC de Tom Clancy's H.A.W.X 2 présente un mode histoire jouable en solo ou en mode coopératif de trois joueurs. Le joueur contrôle habituellement Alex Hunter, un pilote de l'escadron High Altitude Warfare – Experimental (H.A.W.X.), mais il peut également prendre contrôle de deux ou trois autres pilotes tels que Dimitri Sokov des forces aériennes russes, Colin Munro de la British Royal Navy, et David Crenshaw de l'escadron HAWX. Dans la plupart des missions, le joueur pilote un avion militaire, et occasionnellement un drone. Dans une mission, le joueur est aux commandes d'un AC-130 Spooky. HAWX2 met également l'accent sur le mode coopératif. Selon G4TV, « on sent que le jeu a été principalement conçu pour être en co-op. » Le jeu ajoute de nouvelles catégories de machines pour le mode en coopération. Le jeu présente également un mode deathmatch dans lequel huit joueurs maximum peuvent s'affronter.
La version Wii de Tom Clancy's H.A.W.X 2 est différente de la version PC. Il requiert l'utilisation du Wii Nunchuk. Le joueur est aux commandes de jets et d'hélicoptères, mais peut également prendre contrôle d'un avion militaire ou d'une navette spatiale.

## Scénario
Après les événements du premier jeu, l'escadron HAWX est envoyée au Moyen-Orient, où un fort niveau de violence se déroule, et où l'apparition de divers groupes d'insurgés est de plus en plus fréquente. L'équipe doit enquêter sur la disparition mystérieuse de trois ogives nucléaires russes. Le joueur peut contrôler trois pilotes, à différents endroits dans le jeu : un Américain (Alex Hunter), un Britannique (Colin Munro) et un Russe (Dimitri Sokov), chacun avec ses propres pilotes et personnages de soutien qui leur permettront de les aider au long des missions.

### Contact
Près de la base américaine de Prince Faisal, au Moyen-Orient, un drone repère un convoi s'approchant à grande vitesse de la base. David Crenshaw décolle pour scruter les alentours de la base depuis les airs. Lui et deux hélicoptères interceptent le convoi inconnu, l'un d'eux somme le convoi de s'arrêter, ce dernier répond par un tir de lance-roquette qui abat l'hélicoptère. Crenshaw contre-attaque et détruit entièrement le convoi.
Alors que Crenshaw commence son approche pour atterrir, une salve de missiles s'abat sur la base et son avion est touché. Il finit par s'écraser sur la piste. Des insurgés viennent l'extraire de la carcasse de l'appareil pour le prendre en otage.

### Exercice
Au même moment, en Aberdeenshire, en Écosse, la Royal Navy entraîne ses pilotes, dont le lieutenant Colin Munro. L'entraînement s'interrompt à cause d'une situation d'urgence, un avion civil a changé de cap, pénétré en zone interdite et ne répond pas aux appels radio, Munro a donc ordre de l'intercepter. À peine l'avion est-il intercepté, qu'une bombe explose à bord.

### Le prisonnier
Dix-huit heures après l'attaque sur Prince Faisal, l'US Air Force grâce à son investigation décide de déployer un drone dans une zone où Crenshaw est probablement détenu. Après quelques recherches, le drone capte une transmission dans un bâtiment qui prouve que Crenshaw est toujours en vie et malgré la torture lors des interrogatoires, il ne divulgue aucune information aux insurgés qui décident donc de filmer son exécution le lendemain matin. Une opération de sauvetage d'urgence est donc organisée.

### Cap d'interception
Parallèlement, en Russie, près de la base militaire de Millerovo une guerre fait rage entre des séparatistes qui tentent d'annexer la région. Lors des derniers mois, les unités sous le commandement du Général Vassili Morgunov ont réussi à encercler l'armée séparatiste.
D'autres forces séparatistes ont capturé une base aérienne et volé des avions cargos et bombardiers pour venir sauver les dirigeants encerclés par les forces russes. Morgunov envoie l'escadrille dont fait partie le capitaine Dimitri Sokov intercepter les avions pour les forcer à faire demi-tour ou les abattre s'ils refusent d'obtempérer.
Lors de l'interception, l'escadrille de Sokov et de Denisov est prise en embuscade par une escadrille séparatiste. Malgré quelques pertes ils parviennent à les détruire eux ainsi que le convoi de cargos et de bombardiers.
Morgunov leur apprend que la situation devient critique : les séparatistes ont attaqué des sites stratégiques et militaires et reprennent l'avantage, les politiciens russes ont donc décidé que les forces russes doivent battre en retraite. Morgunov ordonne donc à Denisov et ses hommes de couvrir la retraite des troupes au sol en abattant les avions séparatistes qui les attaquent.
La retraite se déroule comme prévu, mais Morgunov fait par à ses soldats de son désaccord avec cette décision, selon lui il aurait fallu repousser les séparatistes au-delà des montagnes.

### Sauvetage
Vingt-deux heures se sont déroulées depuis l'attaque de Prince Faisal et les Américains envoient finalement un commando de Ghost à bord d'un V-22 Osprey, couvert par un AC-130 dont Alex Hunter est l'artilleur pour libérer Crenshaw.
Rapidement ils parviennent à nettoyer la zone et le commando libère et récupère Crenshaw, mais leur avion, qui s'était posé devant l'entrepôt où l'otage était retenu, se fait exploser par des insurgés.
Les Ghost changent de plan, ils récupèrent une voiture et se dirigent vers un petit port. Durant le trajet, ils sont appuyés par l'AC-130 qui élimine les ennemis et détruit les barrages routiers insurgés. Arrivés sur la côte, le commando s'empare d'un petit bateau et se dirige vers une frégate dépêchée par l'US Navy. Toujours protégés par Walters et Hunter, ils atteignent la frégate, où Crenshaw est directement pris en charge par une équipe médicale, en effet, le colonel a subi un crash d'avion et a ensuite été soumis à la torture. Il s'en sort finalement avec quelques cicatrices et un bras cassé.

### Ville pétrolière
Une semaine plus tard, Crenshaw est assez remis sur pied pour commander l'escadrille H.A.W.X., mais pas encore pour piloter.
Durant cette courte période, les insurgés ont attaqué de nombreux sites stratégiques industriels tels que des sites pétroliers dont la plateforme offshore d'ArnaCo située au milieu de l'Océan Indien. Les insurgés comptent prendre le pétrole pour le revendre sur le marché noir afin de financer leurs activités.
Les forces navales américaines, appuyées par les H.A.W.X., parviennent à reprendre le contrôle de la plateforme pétrolière.

### Au couvert de la nuit
L'enquête de l'attaque de la base de Prince Faisal révèle que les missiles qui ont rasé le site sont des missiles Kh-16 soviétiques. Le gouvernement russe nie son implication dans l'attaque et décide de collaborer avec les Américains pour éclaircir ce mystère. L'agent Stephan Drachev, surnommé "Wolfhound", du FSB surveille depuis un certain temps des groupes insurgés en territoire africain. Il sait qu'un trafiquant d'arme nommé Ahmed Faridi entretient des rapports avec des chefs insurgés. Selon les Russes, Faridi est l'intermédiaire qui approvisionne les insurgés en armes. Le FSB a infiltré son réseau et tente de démasquer les Russes appartenant à l'organisation.
Quarante-huit heures après la prise de la plateforme pétrolière, le porte-avions USS Franklin D. Roosevelt se place non loin de la côte africaine vers les côtes de la Somalie. Les Américains envoient un drone survoler la ville insurgée pour aider l'agent Drachev présent au sol.
Drachev signale aux Américains les différents bâtiments liés à l'organisation. Il leur avoue avoir été démasqué par les insurgés qu'il infiltrait.
Les Américains captent une conversation téléphonique entre Faridi et Hafiz, un leader insurgé responsable de l'attaque du Prince Faisal et de la capture de Crenshaw. Faridi appelle ensuite un intermédiaire qui aurait une arme spéciale pour les insurgés. Drachev, qui prend Faridi en filature, est sûr que cet intermédiaire est lié aux Russes soutenant les insurgés.
Faridi repaire Drachev, la voiture se gare, lui et ses hommes sortent armés, mais Drachev les abat tous et cache les corps derrière une petite maison. Le drone américain aide Drachev a trouver un chemin sans embuche pour quitter la ville. Les bâtiments insurgés étant tous marqués, le drone rentre à la base.

### Recherche et destruction
Une heure plus tard, Alex Hunter décolle du porte-avion pour asséner des frappes chirurgicales aux insurgés. Il détruit ainsi quelques cargos et leurs installations principales.
Drachev leur apprend finalement que les chefs insurgés sont rassemblés dans un hôtel pour un meeting. Comme le lieu est rempli de civils, Drachev simule une attaque pour faire fuir les insurgés. Les chefs sont repérés par Hunter qui les élimine un par un.

### Forteresse du désert
Trois jours plus tard, les Américains rassemblent leurs forces à la base d'Ali Mubarek, au Moyen-Orient. La perte de leur réseau d'armement ainsi que de nombreux dirigeants a entièrement stoppé les insurgés dans leur offensive.
Les Américains ont retrouvé la trace de Hafiz, le chef des insurgés, il se réfugie dans la ville de Burj al Nasr, située au sud du Pakistan.
Durant la première phase de l'opération, les Américains engagent une offensive d'envergure sur la ville en envoyant des blindés, des avions et un drone de combat. Ils parviennent à enfoncer les lignes adverses jusqu'à emparer l'aéroport de la ville. Les insurgés tentent une contre-attaque qui échoue.

### Black-out
Quinze heures après le début de l'opération, les Américains tiennent la position en attendant l'arrivée de renforts. Pendant ce temps, les insurgés rassemblent leurs troupes afin de mener une importante contre-offensive. Comme l'arrivée de renforts américains est risquée à cause de la présence de radars adverses et de batteries antiaériennes, ils envoient Hunter détruire les centrales électriques de la ville pour priver leurs ennemis de courant.
Une fois les centrales démolies, les insurgés commencent la contre-offensive que Hunter et son escadrille réussissent à retenir jusqu'à l'arrivée des renforts qui l'achève.

### Ultime offensive
Huit heures plus tard, les Américains mènent l'assaut pour prendre totalement la ville. Drachev quant à lui se met sur la trace d'Hafiz pour que les Américains le capturent.
Une fois la ville prise par les forces américaines, Drachev les informe que Hafiz et ses derniers hommes sont regroupés dans un bunker sous une montagne dont les tunnels ont été condamnés. Grâce à un tir chirurgical d'Hunter, une faille dans le bunker est ouverte permettant la capture d'Hafiz.

### Trans-Caucase Express
Alors que la guerre continue entre la Russie et les séparatistes, la tension politique monte et le président Karzkazev perd en crédibilité face à son adversaire politique ultra-nationaliste Treskayev.
Selon le FSB, les trois ogives nucléaires volées près de la ville d'Oulianovsk sont embarquées à bord d'un train en direction de Tbilissi.
Même si le train est en territoire ennemi, Morgunov décide de récupérer coûte que coûte les ogives. Drachev est dissimulé dans le train pour couper les moteurs lors de l'intervention russe.
Premièrement, l'aviation russe élimine l'aviation adverse et bombarde les unités terrestre ennemies. Les forces russes récupèrent ainsi une base militaire insurgée en parachutant des soldats.
Deuxièmement, pour forcer l'arrêt du train, Sokov détruit un pont. Drachev et quelques soldats russes reprennent le contrôle du train et lui font faire demi-tour. Étonnement, les russes ne trouvent que deux ogives dans le train au lieu de trois. Ils décident néanmoins de poursuivre la mission comme prévu.
Le train arrive finalement à l'aéroport de Vladikavkaz où les ogives sont embarquées dans deux avions.

### En territoire ennemi
Les russes tentent de ramener les ogives nucléaires en territoire russe mais les séparatistes ne comptent pas les laisser s'échapper. Des tirs de DCA abattent l'avion de Drachev dans lequel se trouve une arme nucléaire. L'avion se pose en catastrophe dans une petite ville au pied du barrage de Nevskaya. Rapidement encerclé de nombreuses forces séparatistes, les survivants de l'avion, dont Drachev sont submergés. Morgunov ordonne alors à l'aviation de détruire le barrage et d'inonder la vallée pour empêcher que l'ogive tombe entre les mains ennemies.

### Révélation
Le jour suivant, une bombe nucléaire explose sur le site pétrolier de Romashkino.
À la suite de cela, le président Karzkazev est renversé et remplacé par Treskayev, lui-même soutenu par Morgunov.
L'armée russe retrouve la trace des principaux dirigeants séparatistes qui sont dans une région proche de l'ouest de la Mer Caspienne. Morgunov envoie des drones pour tous les éliminer.
Durant l'opération, Sokov pilote un drone mais se fait contacter par Drachev. L'agent du FSB a survécu à l'inondation mais ne fais confiance à personne d'autre que Sokov. Il affirme que Morgunov ment depuis le début du conflit, lui et le nouveau président ont créé les séparatistes pour creuser les tensions politiques et renverser le pouvoir. Selon Drachev, comme la Russie a désormais perdu une grande partie de ses ressources énergétiques, elle va devoir revendiquer de nouveaux territoires.
Sokov enregistre une conversation entre un chef séparatiste et Morgunov, il apprend que le site de Romashkino a été détruit sous les ordres de Treskayev et que le général n'en savait rien. On apprend aussi que les hommes d'Hafiz ont récupéré une ogive qui est en route pour Le Cap. Peu après tous ces dirigeants séparatistes sont tués sous les ordres de Morgunov par les drones.
Comme Drachev détient toutes les preuves contre le général, il demande à Sokov de le rejoindre dans un hangar, de voler un avion et de rejoindre des soldats américains pour leur fournir les informations.

### Évasion
Drachev informe Crenshaw de son plan, qui accepte d'envoyer une escadrille l'escorter.
Sokov et Drachev quittent la base de justesse et foncent dans un canyon en volant en rase-motte pour éviter les tirs ennemis et les radars.
Une fois au point de rendez-vous, ils sont escortés par les Américains.

### Pas droit à l'erreur
Dix heures plus tard, grâce aux informations fournies par Sokov et Drachev, les Américains partent à la recherche de la bombe nucléaire dissimulée au Cap. Ils finissent par repérer un convoi dans lequel un camion transporte la bombe. Le convoi est neutralisé et la bombe récupérée.

### Maelström
Comme Drachev l'avait prévu, la Russie attaque le nord de la Norvège pour récupérer les champs pétrolifères de la Mer de Norvège. La Royal Navy envoie sa flotte à la rencontre des Russes.
Colin Munro décolle du HMS Queen Victoria pour couler de nombreux navires russes. Les forces britanniques parviennent finalement à repousser les forces russes.

### Assaut amphibie
Le jour suivant, la flotte britannique approche la côte norvégienne pour récupérer les terres et rejoindre l'avancée des autres forces de l'OTAN. Après quelques combats, les Britanniques réussissent à vaincre les forces russes.

### Impasse
L'offensive britannique attire toutes les forces russes vers la Norvège. Les États-Unis décident donc d'attaquer Moscou comme leurs forces sont diminuées afin de renverser le nouveau président et de remettre l'ancien au pouvoir.
Après une longue bataille, les Américains prennent Moscou et renversent le président Treskayev.

### Baroud d'honneur
Même si le président Karzkazev a repris ses fonctions, Morgunov est toujours libre et s'est retranché lui et ses soldats dans un site balistique dans les montagnes du Kamtchatka. Il prévoit de lancer des ogives nucléaires dans divers endroits du monde.
Les forces américaines parviennent à enfoncer les lignes de Morgunov qui déploie son escadrille medved, celle dans laquelle Sokov a combattu. Les H.A.W.X. les abattent tous, dont le colonel Denisov.
Simms s'apprête à attaquer le site balistique lorsqu'il est pulvérisé dans son avion par un laser orbital venant d'un satellite russe. Morgunov enclenche alors la mise à feu des bombes nucléaires.
Slalomant entre les lasers, Hunter réussit à détruire tous les missiles nucléaires.
Il ne reste plus qu'à atteindre le bunker dans lequel Morgunov se cache. Walters tente de l'attaquer mais est touchée par un tir laser, son avion finit par s'écraser et exploser contre la porte du bunker qui est alors grande ouverte. Hunter saisit l'opportunité pour pénétrer à l'intérieur, faire exploser une ogive dans le bunker et sortir indemne. L'intérieur du bunker explose, tuant Morgunov et ses hommes.
Hunter est l'un des derniers survivants de son escadrille mais a sauvé des millions voire des milliards de vies.

### Personnages
Colonel David Crenshaw : protagoniste principal dans le précédent opus et leader des H.A.W.X. , c'est dorénavant lui qui dirige les missions du côté américain.
Lieutenant Colin Munro : pilote de la Royal Navy, il est l'un des trois protagonistes principaux jouables.
Capitaine Dimitri Ivanovich Sokov : pilote de l'Armée de l'air russe, il est l'un des trois protagonistes jouables.
Général Vassili Morgunov : général de l'Armée de l'air russe et commandant en chef du district militaire du Caucase du Nord, il dirige les missions du côté russe.
Colonel Denisov : leader de l'escadrille
Major Alex Hunter : pilote de l'escadrille H.A.W.X., il est l'un des trois protagonistes jouables.
Major Rebecca Walters : une des pilotes de l'escadrille H.A.W.X.
Lieutenant Colonel Simms : leader de l'escadrille H.A.W.X.
Stephan Drachev "Wolfhound" : agent du FSB qui travaille en collaboration avec les Américains.
Ahmed Faridi : trafiquant d'armes en Afrique et principal fournisseur des insurgés
Mansour Hafiz : principal chef des insurgés
Anton Karzkazev : président de la fédération de Russie soutenant l'entente diplomatique avec les États-Unis.
Youri Treskayev : principal opposant politique de Karzkazev et ultra-nationaliste.

## Avions
- AC-130 (avion non pilotable mais dans lequel Hunter est artilleur lors de la mission "Sauvetage")
- MQ-26B Night Owl (Drone contrôlé lors de missions spécifiques)
- A-10A Thunderbolt II
- EA-6B Prowler
- EF-111A RAVEN
- Eurofighter Typhoon
- F-117 NIGHTHAWK
- F-14A Tomcat
- F-15C Eagle
- F-16C FIGHTING FALCON
- F-2
- F35 LIGHTNING II
- FA-18E SuperHornet
- F-22 RAPTOR
- Harrier GR9
- Mig-29 Fulcrum
- Mig-MFI (Project 1.44)
- Mig-23 Flogger
- Mig-25 Foxbat
- Mig-31 Foxhound
- MIRAGE 2000-5
- MIRAGE F1
- MIRAGE IV P
- Rafale M
- Saab-39 Gripen
- Su-25 Frogfoot
- Su-27 Flanker
- Su-30MKI
- Su-34 Fullback
- Su-35BM Super Flanker
- Su-37 Terminator
- Su-47 Berkut

## Véhicules non jouables
- V-22 Osprey (avion non pilotable, apparaît dans la mission "Sauvetage")
- Ka-50 (hélicoptère utilisé par les ennemis)
- E-2C HAWKEYE 2000 (avion allié dans la mission "Black-out")

## Armements
- Mitrailleuse
- Double mitrailleuse
- Missile thermo guidé
- Missile multiple
- Missile guidé
- Missile Joint Strike
- Lance-roquettes
- Missile air-sol
- Bombe guidée
- Bombe à fragmentation
- Guidage radar

## Accueil
Tom Clancy's H.A.W.X 2 est assez bien accueilli par l'ensemble de la presse spécialisée. Eurogamer lui attribue une note de 7 sur 10 expliquant « Il y a sûrement beaucoup d'ameliorations pour en faire un jeu aérien de combat qui en vaille la peine pour ceux ayant joué au premier opus, mais il y a encore beaucoup de potentiel inexploité. » GameSpot lui attribue une note de 7 sur 10 expliquant « Même si HAWX 2 tente de surpasser son prédécesseur en matière d'armes et de modes, il réussit très bien son entrée en matière de combat aérien. Aussi imparfait qu'il n'y paraisse, c'est toujours marrant de partir à la poursuite des ennemis dans le ciel. »
Dinowan, rédacteur au site français Jeuxvideo.com attribue une moyenne générale de 10 sur 20. Il explique « Quand on a apprécié le premier volet de HAWX, on est passablement surpris par cette suite. Certaines idées sont les bienvenues, comme le recours à des séquences en drone ou en AC-130, l'amélioration de l'intelligence artificielle est elle aussi la bienvenue mais quid des sensations ? Trop de missions se résument de plus à esquiver des missiles pendant 3 plombes avant de pouvoir enfin agir au milieu d'un bazar aérien sans nom. Finalement, le tout sent un peu trop la version 1.5 manquant de soin. »